# Рованцы
Рованцы (укр. Рованці) — село в Боратинской сельской общине Луцкого района Волынской области Украины.
Код КОАТУУ — 0722880707. Население по переписи 2001 года составляет 1199 человек. Почтовый индекс — 45606. Телефонный код — 3327.